# Dypsis coriacea
Dypsis coriacea är en enhjärtbladig växtart som beskrevs av Henk Jaap Beentje. Dypsis coriacea ingår i släktet Dypsis och familjen Arecaceae. IUCN kategoriserar arten globalt som nära hotad. Inga underarter finns listade i Catalogue of Life.